# Acordo Johnson-McConnell de 1966
O acordo Johnson-McConnell de 1966 foi um acordo entre o Chefe do Estado-Maior do Exército dos Estados Unidos, General Harold K. Johnson, e o Chefe do Estado-Maior da Força Aérea dos Estados Unidos, General John P. McConnell, em 6 de abril de 1966. O Exército dos EUA concordou em desistir de suas aeronaves de transporte aéreo tático de asa fixa, enquanto a Força Aérea dos EUA renunciou à sua reivindicação para a maioria das formas de aeronaves de asa rotativa. O efeito mais imediato foi a transferência da aeronave DHC-4 Caribou do Exército para a Força Aérea.

## Antecedentes

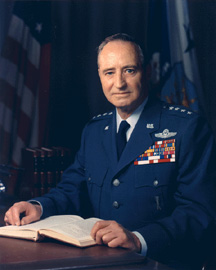
General John P. McConnell, Chefe do Estado-Maior da USAF

O valor do transporte aéreo tático havia sido demonstrado na Segunda Guerra Mundial, mostrando-se especialmente valioso em regiões montanhosas e de selva dos teatros China-Birmânia-Índia e Sudoeste do Pacífico. Na década de 1950, a Força Aérea dos EUA reconheceu isso e enfatizou a gestão centralizada e o controle dos recursos de transporte aéreo.  Ao mesmo tempo, os teóricos do Exército consideraram a possibilidade de empregar aeronaves nas funções tradicionais da cavalaria. No conceito do Exército, as aeronaves eram responsáveis e sob o comando dos comandantes terrestres. Do ponto de vista da Força Aérea,
O Exército não está capitalizando a flexibilidade inerente ao poder aéreo. Ele ainda quer usar aeronaves como peças de artilharia, tendo-as de plantão em todos os níveis de comando. 

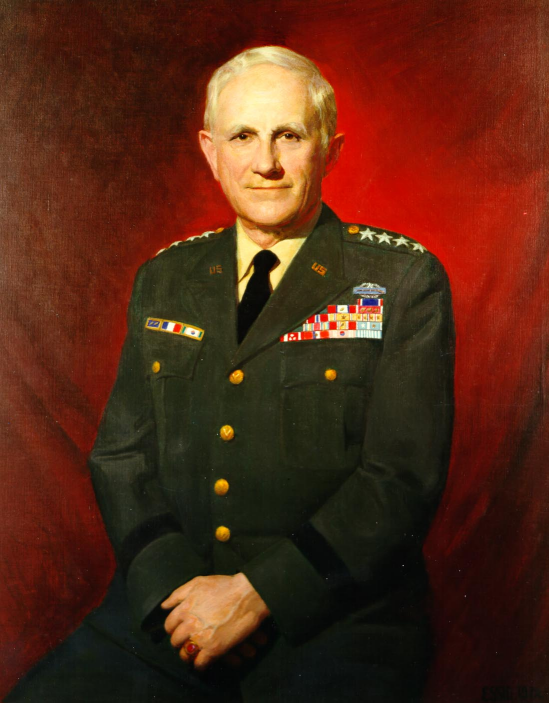
General Harold K. Johnson, Chefe do Estado-Maior do Exército dos EUA

Em 1960, o Exército dos EUA tinha 5 500 aeronaves, e planejava adquirir mais de 250 aeronaves CV-2 Caribou (de Havilland Canada DHC-4 Caribou). O Howze Board de 1962 do Exército endossou fortemente o conceito de mobilidade aérea, pedindo a criação de divisões de assalto aéreo equipadas com aeronaves orgânicas, apoiadas por brigadas de transporte aéreo equipadas com helicópteros pesados e transportes Caribou. Para a Força Aérea, isso soava suspeito como o Exército criando uma força aérea tática própria.
A Força Aérea dos EUA se opôs à introdução de aeronaves Caribou no Vietnã, argumentando que o C-123 Provider poderia transportar o dobro da carga útil ao longo de três vezes a distância. No entanto, a diferença entre as duas aeronaves diminuiu em condições operacionais, já que o combustível teve que ser trocado contra a carga útil, e o C-123 exigiu 1 750 pés (530 m) de pista para decolagem, em oposição aos 1 020 pés (310 m) do Caribou. Uma vez no Vietnã, a capacidade do Caribou de operar em tiras curtas e não melhoradas logo provou seu valor. A partir de julho de 1962, Caribous começou a voar duas ou três missões por dia em Lao Bao, um acampamento remoto que era inacessível aos C-123. No final de 1965, havia 88 aeronaves Caribou no Vietnã, e o Exército estava considerando uma proposta para adquirir 120 aeronaves CV-7 Buffalo – algo que a Força Aérea via como uma duplicação cara do C-123.
Em 1966, a Força Aérea dos EUA começou a enviar helicópteros CH-3 para o Vietnã, com o "entendimento informal" de que "a Força Aérea não tentaria entregar suprimentos ao Exército de helicóptero" mas "a escassez crítica de Chinooks temporariamente encerrou a rigidez doutrinária". Os helicópteros da Força Aérea se viram empregados em uma variedade de tarefas que exigem helicópteros pesados além de seu papel pretendido na guerra aérea especial.

## Acordo
No final de 1965, começaram negociações privadas entre os generais McConnell e Johnson sobre a transferência de aeronaves Caribou e Buffalo para a Força Aérea. Estes foram encorajados pelo Presidente do Estado-Maior Conjunto, General Earle Wheeler, que desejava evitar envolver o Secretário de Defesa, Robert McNamara, ou o Estado-Maior Conjunto (onde os outros dois serviços poderiam exercer sua influência).
 

O texto do acordo, assinado formalmente por McConnell e Johnson em 6 de abril de 1966, dizia:
O Chefe do Estado-Maior, Exército dos EUA, e o Chefe do Estado-Maior, Força Aérea dos EUA, chegaram a um entendimento sobre o controle e emprego de certos tipos de aeronaves de asa fixa e rotativa e são acordados individual e conjuntamente da seguinte forma:
um. O Chefe do Estado-Maior do Exército dos EUA concorda em renunciar a todas as reivindicações para aeronaves CV-2 e CV-7 e para futuras aeronaves de asa fixa projetadas para transporte aéreo tático. Esses ativos que hoje estão no inventário do Exército serão transferidos para a Aeronáutica. (CSA e CSAF concordam que isso não se aplica às aeronaves de asa fixa de apoio à missão administrativa.)
b. O Chefe do Estado-Maior da Força Aérea dos EUA concorda:
1. Renunciar a todas as reivindicações de helicópteros e aeronaves de asa rotativa de acompanhamento que sejam projetados e operados para movimentação intrateatro, apoio de fogo, suprimento e reabastecimento das Forças do Exército e dos elementos de controle da Força Aérea designados para o DASC e a eles subordinados. (CSA e CSAF concordam que isso não inclui aeronaves de asa rotativa empregadas pelas forças SAW [Special Air Warfare] e SAR [Search and Rescue] da Força Aérea e aeronaves de missão administrativa de asa rotativa.) (CSA e CSAF concordam que o Exército e a Força Aérea continuarão a desenvolver conjuntamente aeronaves VTOL. Dependendo da evolução desse tipo de aeronave, os métodos de emprego e controle serão assuntos para contínua consideração conjunta do Exército e da Força Aérea.)
2. Que, em casos de necessidade operacional, as aeronaves do tipo CV-2 e CV-7 e C-123 que exerçam funções de abastecimento, reabastecimento ou elevação de tropas na área do exército de campo, poderão ser anexadas aos escalões táticos subordinados do exército de campo (corporação, divisão ou comandante subordinado), conforme determinado pelo comandante conjunto/unificado apropriado.
3. Manter as aeronaves CV-2 e CV-7 na estrutura da Força Aérea e consultar o Chefe do Estado-Maior do Exército dos EUA antes de alterar os níveis de força ou substituir essas aeronaves.
4. Consultar o Chefe do Estado-Maior do Exército dos EUA para chegar às características de decolagem, pouso e transporte de carga de aeronaves de asa fixa de asa fixa de acompanhamento para atender às necessidades do Exército para funções de abastecimento, reabastecimento e movimentação de tropas.

c. O Chefe do Estado-Maior, Exército dos EUA, e o Chefe do Estado-Maior, Força Aérea dos EUA, acordam conjuntamente:
1. Revisar todas as declarações doutrinárias do Serviço, manuais e outros materiais em desacordo com a substância e o espírito deste contrato.
2. Que as acções necessárias resultantes deste acordo estarão concluídas até 1 de Janeiro de 1967.

J. P. McConnell, Chefe de Gabinete da USAF
Harold K. Johnson
Chefe de Gabinete

Geral, EUA

## Resultado
O acordo não foi bem recebido por nenhum dos dois serviços. Muitos oficiais do Exército sentiram que o Exército havia trocado uma capacidade real e valiosa (o Caribous) por "garantias vazias do status quo em helicópteros". Por sua vez, a Força Aérea era agora responsável por tripular e financiar uma aeronave que há muito se opunha em troca da renúncia a aeronaves de asas rotativas. Se o progresso tecnológico favorecesse essas aeronaves, a Força Aérea estaria em sérios problemas.
No curto prazo, o acordo inaugurou uma era de "cooperação morna" entre os dois serviços e alívio para a escassez crítica de pilotos do Exército; Mas as implicações se estenderam para o futuro. Uma vez que a guerra no Vietnã terminou, a Força Aérea logo transferiu todos os C-7s e C-123s para a Guarda Nacional Aérea e Reserva da Força Aérea. O projeto Advanced Medium STOL Transport acabou sendo cancelado, a Força Aérea argumentando que os mísseis terra-ar tornavam o transporte aéreo tático muito perigoso.